# Алехандра Валенсія
Алехандра Валенсія Трухільйо (ісп. Alejandra Valencia Trujillo, нар. 17 жовтня 1994) — мексиканська лучниця, бронзова призерка Олімпійських ігор 2020 та 2024 років.

## Виступи на Олімпіадах
| Олімпіада           | Дисципліна             | Місце |
| ------------------- | ---------------------- | ----- |
| Лондон 2012         | індивідуальна першість | 17    |
| Лондон 2012         | командна першість      | 6     |
| Ріо-де-Жанейро 2016 | індивідуальна першість | 4     |
| Ріо-де-Жанейро 2016 | командна першість      | 7     |
| Токіо 2020          | індивідуальна першість | 5     |
| Токіо 2020          | командна першість      | 5     |
| Токіо 2020          | змішана команда        | 3     |
| Париж 2024          | індивідуальна першість | 5     |
| Париж 2024          | командна першість      | 3     |
| Париж 2024          | змішана команда        | 5     |

## Зовнішні посилання
- Алехандра Валенсія на сайті World Archery (англійська)
- Алехандра Валенсія на сайті Olympics.com (англійська)
- Алехандра Валенсія на сайті Olympedia (англійська)